# Voszhod–2

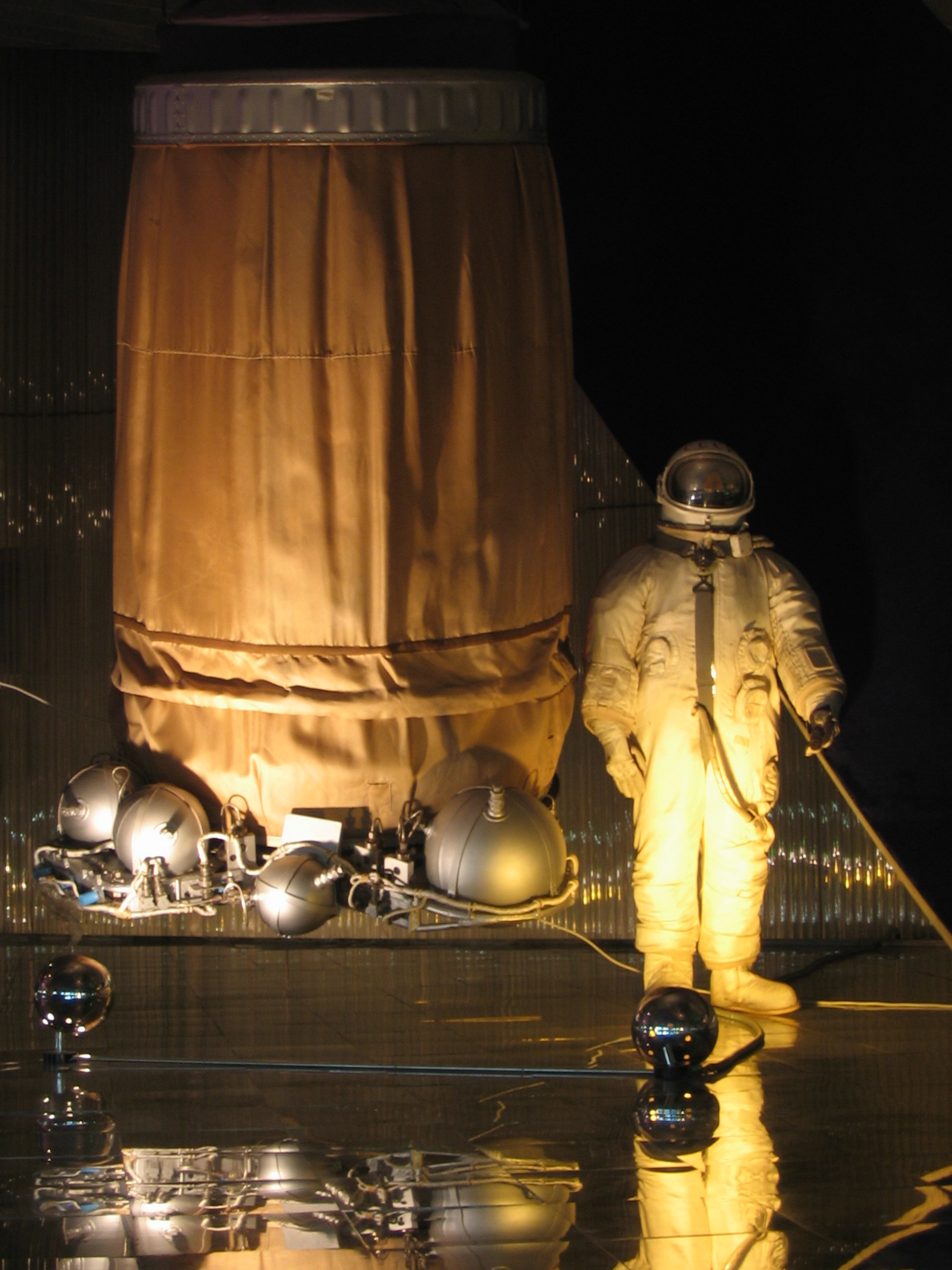
A zsilipkamra és a Berkut űrruha
(a moszkvai űrhajózási múzeumban kiállítva)

A Voszhod–2 a Szovjetunió második embervezette űrprogramjának a Voszhod-programnak a második és egyben utolsó repülése volt, amelynek során egy kétszemélyes űrhajó teljesített egy kb. egy napos űrrepülést. A repülés legnagyobb jelentőségű művelete volt, hogy ekkor hajtottak végre először űrsétát egy űrhajó fedélzetéről.
A Szovjetunió Szergej Koroljov főtervező közreműködésével vitathatatlan vezető szerepet vívott ki az Egyesült Államok ellen az űrverseny során az űrteljesítményeket illetően az 1960-as évek elején kivitelezett Vosztok-program keretein belül. Amikor John F. Kennedy új frontvonalakat hirdetett az Apollo-program beindításával és a Hold meghódításának gondolatával – amely mögött technikailag sokkal fejlettebb új űrhajótípusok bevezetése állt –, a Szovjetunió Kommunista Pártja is azt akarta, hogy felvegyék a versenyt az amerikaiakkal és továbbra is megtartsák a kommunista állam vezető szerepét. Amerikában a célok eléréséhez egy új, kétszemélyes, manőverezésre képes űrhajótípust állítottak csatasorban a Gemini-program keretében, amelyre válaszul Koroljov kettős taktikát dolgozott ki: az egyszerűbb feladatokban egy gyorsan, könnyen kifejleszthető, átmeneti típussal veszik fel a versenyt, a bonyolultabbakat pedig már a holdűrhajónak szánt Szojuz űrhajóval oldják meg. Ez az átmeneti szovjet típus lett a Voszhod, amely először a többszemélyes űrhajók versenyének első helyét volt hivatott elhódítani, majd a világ első űrsétáját szánták neki feladatul. 
Rövid fejlesztés után két Voszhod alváltozat állt elő, egy háromszemélyes űrhajó az első többszemélyes repülésre, majd egy kétszemélyes, külön légzsilippel felszerelt változat az űrsétához. A fejlesztések során komoly biztonsági kompromisszumok születtek, hogy az amerikaiak előrehaladott fejlesztéseit megelőzhessék. A program első repülésére kijelölték a háromszemélyes, 3KD jelű, a második repülésre pedig a kétszemélyes, 3KV jelű változatot.
1965. március 18-án, helyi idő szerint 12:00-kor (7:00 UTC) elstartolt a Voszhod–2 a Bajkonuri űrrepülőtérről, fedélzetén Pavel Beljajev parancsnokkal és Alekszej Leonov fedélzeti mérnökkel. A repülés első keringésének végén Leonov a légzsilipen keresztül kilépett a világűrbe és így ő lett a világon az első űrhajós, akik űrsétát hajtott végre. Az első űrséta mindössze 12 percig tartott, inkább a teljesítmény érdekében végezték, komolyabb tevékenységet nem vártak el a végrehajtó űrhajóstól, azon kívül, hogy kamerákkal dokumentálják azt. Az űrséta végeztével komoly nehézségek léptek fel: tervezési hibából fakadóan a felfúvódó Berkut űrruhájában Leonov nem fért vissza a légzsilipbe, ezért – a szigorú tiltás ellenére – leengedte az űrruha légnyomását, hogy vissza tudjon szállni, ám ezt rossz testhelyzetben tette, ami váratlanul nagy erőfeszítésre késztette, amelynek hatásaként kis híján hőguta lépett fel nála, amibe könnyen belehalhatott volna. Végül sikerült visszaszállnia az űrhajóba. A további repülés során több hiba sújtotta az űrhajót, amely a visszatéréskor a fékezőrendszer hibájában csúcsosodott ki, amit manuális irányítással tudtak csak áthidalni, ám ennek bizonytalanságai miatt a leszállás messze a tervezett ponttól távol tudott csak végbemenni. A célpontot 1000 km-ekkel elvétő űrhajó kommunikációs rendszere is csütörtököt mondott, ami miatt az irányítás először azt hitte, az űrhajósok meghaltak. Később a kutató-mentő csapatoknak sikerült megtalálni őket egy sűrű erdő közepén Perm városától 180 km-re északnyugatra. A körülmények olyan mostohák voltak a leszállási helyen, hogy csak 46 órányi munkával sikerült a mentőcsapatoknak az egyébként ilyen körülményekre nem kellően felkészített űrhajósokat kimenteni. A fagyoskodó párosnak két éjszakát is a vadonban kellett tölteni, mire ki tudták őket menteni.
A megannyi hibát látva a Voszhodot, mint űrhajótípust visszavonták, nem engedték a későbbiekben repülni, így ez lett a program hamar bekövetkező búcsúrepülése. Kicsit később az amerikaiak a Geminivel sikert sikerre halmoztak és egyértelműen visszaelőzték a szovjeteket az űrversenyben, amely fejezetet aztán Szergej Koroljovnak, a korai szovjet űrhajók főkonstruktőrének a váratlan halála zárt le. 

## Személyzet
| Beosztás         | Kozmonauta                               | Kozmonauta                               |
| ---------------- | ---------------------------------------- | ---------------------------------------- |
| Parancsnok       | Pavel Beljajev (1) űrrepülés             | Pavel Beljajev (1) űrrepülés             |
| Fedélzeti mérnök | Alekszej Arhipovics Leonov (2) űrrepülés | Alekszej Arhipovics Leonov (2) űrrepülés |

Tartalék
| Beosztás         | Kozmonauta                     | Kozmonauta                     |
| ---------------- | ------------------------------ | ------------------------------ |
| Parancsnok       | Dmitrij Zaikin (0) űrrepülés   | Dmitrij Zaikin (0) űrrepülés   |
| Fedélzeti mérnök | Jevgenyij Hrunov (1) űrrepülés | Jevgenyij Hrunov (1) űrrepülés |

(1) Zárójelben a sikeres űrrepülések száma személyenként, beleértve ezt a missziót is.

### Legénységválogatás
A legénységi ügyekkel a hadsereg Nyikolaj Kamanyin tábornokot bízta meg, de Szergej Koroljovnak is volt bőven beleszólása. Kettejük közül inkább Kamanyin volt jobb pozícióban, ő részt vett az űrhajósok csillagvárosi kiképzésében, figyelemmel követte az előmenetelüket. A parancsnoki ülésben viszonylag egyszerű volt a helyzet. Gagarin csoportjából már csak egyetlenegy kiképzett űrhajós nem repült, Pavel Beljajev, aki egy szerencsétlen bokatörést szenvedett 1961 augusztusában egy ejtőernyősugrás alkalmával és ez kilódította az összes későbbi Vosztok repülés folyamatából. A Voszhod–1 repülése kevésbé volt bonyolult, így hát Kamanyin a Voszhod–2-re tartogatta őt (tartalékául pedig Dmitrij Zajkint állította, mint a legfelkészültebbek egyikét).
A kiképzéseket szorosan követő Kamanyin számára pedig a másik ülésre egy szibirják újonc, Alekszej Leonov tűnt ki. A fiú kitartó volt, tehetséges és munkabíró. Sokszor akkor volt igazán elemében, amikor szinte lehetetlenül nagy feladatot kapott. A tábornok őt nézte ki a történelmi tett, az első űrséta végrehajtójának, amelyben Koroljov is egyetértett vele. A tehetséges újonc tartaléka pedig Jevgenyij Hrunov lett.
Az űrhajó és a majdani űrséta leendő személyzetét 1965. március 9-én hirdette ki Kamanyin és Koroljov.

## Előzmények

### Az űrverseny
Az Amerikai Egyesült Államok és a Szovjetunió a politikai szembenállásuk alapján állva életre hívták az űrversenyt, mint egyfajta szimbolikus teljesítmény keretrendszert, amely egyrészt nagyon érzékeny módon mutatta a világ közvéleményének, hogy melyik hatalom milyen technikai színvonalon áll – azt ugyanis egyöntetűen elfogadta mindenki, hogy az űrtevékenység minden műszaki teljesítmény leg high-techebb csúcsa –, másrészt ugyanilyen plasztikusan mutatta be a teljesítmény bemutatójának katonai képességeit egy nagy hatótávolságú tömegpusztító fegyver célbe juttatására.
Ebben a versenyben az USA volt a harsányabb, mindent a közvélemény elé táró fél – többek között azzal, hogy Dwight Eisenhower elnök előre bejelentette, hogy az ő országa fog elsőként egy tárgyat, egy műholdat Föld körüli pályára állítani –, míg a szovjetek játszották a sötét ló szerepét, mindent titokban tartva és a lehető legjobban elrejtve a világ szeme elől végezték a saját kísérleteiket. Az első műholdat, a Szputnyik–1-et aztán a Szovjetuniónak sikerült felbocsátania. Ez a tény beindította azt a presztízsharcot, amit a két nagyhatalom vívott az űrteljesítményekben való egymásra licitálással, amelyben kezdetben a Szovjetunió volt a kezdeményező fél, aki után az USA csak a lépést próbálta tartani, kevés sikerrel.
A Szovjetunióban gyakorlatilag nem létezett űrprogram, hanem szinte véletlenül született meg a világűr meghódítására alkalmas technika: egy Sztálin által mellőzött, bebörtönzött zseni, Szergej Koroljov jutott el olyan pozícióba, hogy világraszóló fejlesztésekkel megalkossa azt a technikát, amely alkalmas volt, hogy vele elérjék a világűrt. Koroljov lépésről-lépésre haladva előbb megalkotta a Szputnyik–1-et, majd a Szputnyik-sorozat egymás utáni tagjait, amelyek mind világraszóló, zajos sikert hoztak. Az automata műholdakat követte a következő fejlődési lépcső, az ember világűrbe juttatása. Ehhez Koroljov megalkotta a Vosztok űrhajót és ennek fedélzetén 1961. április 12-én sikerrel juttatták Föld körüli pályára Jurij Gagarint, a világon elsőként.

### Vosztok–program
Az űrteljesítményeket illetően Nyikita Hruscsov azonnal felismerte, hogy mekkora propagandaérték rejlik bennük és az első műhold sikerét követően forszírozta ezek újabb és újabb bemutatását. Ebben lényegében az egyetlen partnere Szergej Koroljov – és az általa vezetett OKB–1 tervezőiroda – volt. A Párt azt várta Koroljovtól, hogy új és még újabb űrrepülések tervével álljon elő. Ezek sorában az ember világűrbe juttatása volt a logikus következő lépés. Ehhez a Koroljov kezében levő egyetlen technika az R-7 interkontinentális ballisztikus rakétából, azaz a Szemjorkából átalakított űrrakéta volt, amelyhez különböző hasznos terheket – műholdakat, űrszondákat, űrhajókat – lehetett illeszteni, amelyeket szintén Koroljov irodájában terveztek. Éppen ezért olyan, hogy Vosztok–program, csak hivatalosan létezett, egy kormányrendelet szólt róla, ám az csak egy keretrendszer volt, a tartalmat illetően mindig az döntötte el a továbblépést egyik űrteljesítményről, a másikra, hogy Koroljovék műhelye éppen mivel tudott előrukkolni és a főtervező mit ajánlott megvalósításra Hruscsov főtitkárnak.
1961-ben ez a továbblépés az ember világűrbe juttatást jelentette, annak fényében különösen, hogy az Atlanti-óceán túlpartjáról folyamatosan érkeztek a híradások, hogy a NASA is erre készül a Mercury-program keretein belül. Óriási versenyfutásban végül Koroljov terve diadalmaskodott az amerikaiak felett és a Szovjetunió juttatta Föld körüli pályára a Vosztok–1-et 1961. április 12-én egy egy fordulatos űrrepülésre. Tudatos döntéssel, hogy nem koncentrálnak a közbenső állomást jelentő szuborbitális repülésre, azt az óriási fegyvertényt is sikerült bemutatni, hogy a szovjetek egyből Föld körüli pályára küldték az első űrhajójukat, amely így megkerülte bolygónkat, szemben az amerikaiakkal, akiknél az első emberes űrrepülések csak ún. űrugrások, azaz parabolapálya mentén végrehajtott nagy magasságú repülések voltak, amelyek a pálya egy rövid szakaszán átlépték a világűr határaként meghúzott Kármán-vonalat. Gagarin repülésére három héttel később, 1961. május 5-én adtak az amerikaiak soványka választ Alan Shepard Mercury–Redstone–3 repülésével, míg a technikailag is ekvivalens válaszra csak 1962. február 20-án, John Glenn Friendship 7 repülésével került csak sor. A műholdak, holdszondák, majd az ember feljuttatásával vitathatalan technológiai előnyt mutatott fel a Szovjetunió.
Hruscsovnak rendkívül elnyerte a tettszését a fent említett technológiai előny, amelynek propaganda hullámát meglovagolva újabb sikereket várt el Koroljovtól. A főtervező pedig azt a filozófiát kezdte követni, hogy „csak a sikereket követően lépünk tovább és minden újabb repülésnek valamilyen jelentős újdonságot kell elérnie” és ez alapján ajánlott a főtitkárnak újabb és újabb megvalósítandó repüléseket. Így következhetett Gagarin útját követően 1961. augusztus 6-án German Tyitov egy teljes napot felölelő, 17 keringéses repülése. Ez a siker is jóval azt megelőzően teljesült a szovjetek részéről, mielőtt az amerikaiaknak egyáltalán Föld körüli pályán vezetett repülést sikerült volna indítani. Egy évet kellett várni a következő lépcsőfokra, amíg Koroljovnak és tervező irodájának sikerült megtervezni és startra állítani egy olyan újdonságot, amit a főtervező a követelmények között megfogalmazott. Ez az újdonság pedig egy páros, szimultán repülés volt: a szovjetek egy időben két űrhajójukat akarták felbocsátani és lehetőség szerint azt akarták, hogy a két űrhajó a lehető legjobban közelítse meg egymást. Ennek keretében 1962. augusztus 11-én Andrijan Nyikolajev startolt a Vosztok–3 fedélzetén, hogy négy napos repülést teljesítsen. Másnap, augusztus 12-én pedig Pavel Popovics startolt a Vosztok–4-gyel. A startidőpontok és a két űrhajó pályája úgy lett kijelölve, hogy nem sokkal a második űrhajó pályára állását követően mindössze 5 km-es távolságba kerüljön a két űrhajó. A nyugati sajtó szenzációként és űrrandevú kísérletként értékelte az eseményeket, az egekbe emelve a szovjet űrtechnika ázsióját. Ezidőtájt az amerikaiak Glenn három keringéses útját és annak Scott Carpenter általi megismétlését tudták felmutatni a másik oldalon a Friendship 7-tel és az Aurora 7-tel. A szovjetek előnye talán ekkor volt a legnagyobb az űrversenyben. Ezt követően ismét közel egy év telt el, amikor a „Vosztok-programban” űrhajó startolt. A Vosztok–5 és Vosztok–6 ismételten szimultán repülést mutatott be. A nagy újdonság ezúttal az volt, hogy a másodikként startoló űrhajóban egy nő, a világ első űrhajósnője, Valentyina Tyereskova foglalt helyet. 1963. június 14-én Föld körüli pályára állt Valerij Bikovszkij űrhajója és az előző páros repüléshez hasonlóan egy napra rá startolt Tyereskova Vosztok–6-ja. A start után itt is bemutatták a kb. 5 km-es közelséget jelentő megközelítést – amely ez esetben is inkább volt a pályaelemek és startidőpontok nagyon pontos meghatározásából eredő szerencse, mintsem tudatos manőverezéssel végrehajtott randevú (amely manőverezésre a Vosztok, mint űrhajótípus egyébként nem is volt képes –. Bár eredetileg sokkal hosszabbra tervezték a repülési szakaszt, Bikovszkij űrhajója nem a kellő pályán repült és sokkal jobban fékeződött, így sokkal hamarabb, vissza kellett hozni a Földre. Három napnyi repülés után – ami Tyereskova számára csak két nap volt – visszahozták a két űrhajót, amelyek rövid időkülönbséggel szálltak le a Szovjetunió területén. A Vosztok program lendülete azonban teljesen elfogyott, ami abban merült ki, hogy a második szimultán repülésben semmiféle jelentős újdonság nem volt az előző repüléshez képest, a fő különbség, hogy női űrhajóst reptettek, inkább volt propagandafogás, mintsem űrhajózás-technikailag említhető momentum. A szovjet előny elkezdett kopni, a szovjet űrrepülésekben pedig elindult egy hanyatlás.

### Vosztokról Voszhodra
Amerikában tudták, hogy kell valamilyen erőteljes hatás, amellyel valahogy egy másik sínre terelik az űrverseny folyamát, ha nyerni akarnak, mert az adott folyamatok további forszírozásával nem lesznek képesek a szovjeteket utolérni, vagy megelőzni. Ez a hatás pedig nem volt más, mint az Apollo-program, azaz a Hold meghódításának John F. Kennedy elnök általi elindítása
. Ez a lépés teljesen új helyzetet teremtett, az amerikaiaknak ez is volt a szándéka: anullálni akarták az addig született összes eredményt. Technikai oldalon ez abban állt, hogy minden addigi űreszközt elavulttá tettek és új eszközök fejlesztése iránt támasztottak igényt. A Hold eléréséhez két alapvető ilyenre volt szükség: egy óriásrakétára és egy manőverezhető, többszemélyes űrhajóra.
A Szovjetunió presztízsokokból nem tehette meg, hogy nem válaszol erre a kihívásra, így náluk is megindult a holdprogram, aminek célkitűzése egyszerű volt, mindenképpen az amerikaiak előtt kell egy szovjet kozmonautát eljuttatni a Holdra. A megvalósulás szintjén azonban óriási hibák csúsztak be a szovjet számításokba. Az egyik ilyen jelentős hiba az volt, hogy a szovjet űrrepülések mindvégig csak a katonai programok oldalvizén egyensúlyozó „mellékterméknek” számítottak és a finanszírozásban is mindig a katonai programok kaptak elsőbbséget. A másik nagy problémát a szocializmusban eléggé elterjed, nagyon hatékonytalan, a személyes kapcsolatok mentén építkező feladatkiosztás volt. Koroljov mellé ugyanis időközben felzárkóztak különböző másik tervezőirodák, amelyek részfeladatokat csipegettek el az űrprogramok asztaláról, elsősorban személyes kötődés alapján (a legkirívóbb ilyen az volt, amikor a Cselomej Tervezőiroda kapott megbízást holdűrhajó tervezésre azért, mert Vlagyimir Cselomej vezető tervező alkalmazta Hruscsov pártfőtitkár mérnök fiát, Szergej Hruscsovot). A Szovjetunióban ezzel elkezdődött egy az USA-val éppen ellentétes folyamat: ott a sok, függetlenül, egymástól elkülönülten, kvázi párhuzamosan, azaz hatékonység szempontjából pazarlóan futó projektet egyetlen kézbe, koncentrált erőfeszítésbe integrálták a NASA megalakításával, addig a spontán koncentráltan, egy kézbe (ti. Koroljov kezébe) összefutó fejlesztéseket elkezdték szétszalámizni és felosztani konkurens tervezőirodák között. Ebben a közegben az új Szojuz űrhajó fejlesztését kezelték egy hosszabb folyamat végén úgy, mint a leendő több személyes, manőverezhető és végső soron a Holdra szálláshoz használható űrhajót, ám ez a kiválasztási folyamat, amelyben több tervezőiroda is a saját portékáját kínálgatta, elhúzódott. Majd ezt az időbeli elhúzódást tetézte az, hogy az illetékes minisztérium, aki a költségvetési forrásokat kezelte, nem utalt ki megfelelő forrást a Szojuz űrhajó fejlesztéséhez. 
Teljesen egyértelmű volt, hogy a Szojuzzal – látva a fejlesztések haladását és az Amerikából, a Geminiről érkező híreket – nem fogják tudni megtartani a vezetést az űrversenyben. A szovjet kormány csak két éves késéssel, 1963. december 5-én foglalta határozatba egy többszemélyes űrhajó fejlesztésének szükségességét. Ez pontosan két év lemaradásban volt az amerikai Gemini űrhajót életre hívó amerikai szándéktól, azaz e területen a NASA immár 2 éves fejlesztési előnyben volt. Emellett titkos, belső párthatározat szólt arról is, hogy nem elég megnyerni a holdraszállás versenyét, hanem a Gemini által várhatóan elért teljesítményekre is választ kell adni szovjet oldalról, természetesen az amerikaiakat megelőzendő. Koroljov a követelmények ollójába került.
A fő fejlesztési döntést ez az időzavar kényszerítette ki. Nem lévén idő egy, a Gemini-program várható teljesítményeit és kapacitását – ti. az űrrandevút, két űrhajó összekapcsolását és az űrsétát, illetve az űrhajó többszemélyes kialakítását – legyőző új típus kifejlesztésére, Koroljov kettéválasztotta a fejlesztési irányokat. Azt mondta, hogy legyen egy olyan ága a fejlesztéseknek, amihez nem kell manővereznie az űrhajónak, ez a többszemélyes kialakítás és az űrséta voltak és legyen egy olyan ága, amelyhez már kell a manőverezés. Előbbihez elég átalakítani az amúgy sem manőverezőképes Vosztok űrhajót, utóbbit pedig az addig a fejlesztési lemaradásokat utolérő Szojuz űrhajóval teljesítik. Így született meg a Voszhod koncepciója, ami faék egyszerűségűnek látszott: át kell alakítani a Vosztokot egyszemélyesből több személyessé.

## Tervezés

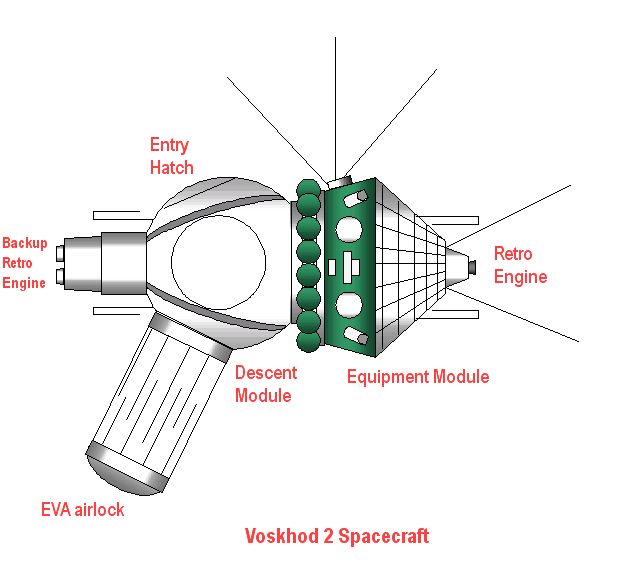
A Voszhod űrhajó ábrája a légzsilippel

A Vosztok űrhajó átépítéséből született Voszhod űrhajó – a szovjetektől szokatlan módon a program és az űrhajó már a kezdetekkor kapott nevet – tervezése két lépcsőben és két ágban zajlott. Az első szakaszban csak a Vosztok általános átépítéséről volt szó. Arról a források csak homályosan emlékeznek meg, hogy miért lett az új űrhajó háromszemélyes (egyesek szerint Hruscsov erősködött, hogy ha az amerikaiak kétszemélyes Geminit építenek, akkor a szovjet űrhajó legyen háromszemélyes, mások szerint viszont Koroljov ajánlotta ezt a megoldást, hogy elkápráztassa Hruscsovot). De éppen ez a kritérium lett a legnehezebb a tervezőknek. Először azt is mondták az OKB-1 beosztott tervezői, hogy lehetetlen a feladat. Aztán Koroljov azzal kezdet őket kapacitálni, hogy egyikük számára elintézi, hogy az övé legyen az egyik ülés az űrhajóban. A fejlesztésre egy külön erre a feladatra létrehozott csoport vállalkozott, Konsztantyin Feoktyisztov vezetésével, aki később tényleg meg is kapta az egyik Voszhod ülést. Végül meg is született a megoldás: meg kell változtatni a beülés irányát, ami addig az „előre” irányt jelentette, az az új rendszerben az „oldalra” iránnyá vált, le kell vetkőztetni az űrhajósokat, hogy ne viseljék a hatalmas, órmótlan szkafandereiket, szereljék ki a terjedelmes és nehéz katapultüléseket, no meg le kell csípni kicsit az űrhajó szigeteléséből. Ezek egyébként biztonsági szempontból mind-mind hajmeresztő kockázatnak számítottak, de Koroljov bevállalta őket.
A második szakaszban pedig – kényszerűen – funkciók mentén szétválasztották az űrhajófejlesztést. Az egyik fejlesztési ág a 3KD gyártási jelű űrhajó volt, amely a háromszemélyes alaptípust jelentette. A másik ág pedig a 3KV jelű űrhajót jelentette, hogy a V betű az orosz Vühod (Kijárat) szót takarta, azaz az űhajóból kijárat nyílt az űrbe, vagyis űrsétát lehetett tenni belőle. Ez utóbbi verzió csak kétszemélyes lett, mivel ha űrsétát terveztek végrehajtani, oda elengedhetetlenül kötelező volt űrruhát ölteniük az űrhajósoknak, de ha be voltak öltözve, semmiképpen nem fért be három fő, csak kettő. Az űrhajó egy másik óriási érdekessége volt, hogy az a bizonyos Vühod nem közvetlenül a világűrre nyílt, hanem egy zsilipkamrába. Ez a jellegzetesség is kényszer szülte megoldás volt. A Vosztok és az abból kinőtt Voszhod rendszerei elégtelenek voltak arra, hogy a komplett kabinlégkört leeresszék egy űrsétához szükséges kihermetizálás során – ellentétben az amerikai Gemini űrhajóval, amelyiken pontosan ez történt –, ezért csökkenteni kellett a légveszteséget. Ennek az eszköze volt a zsilipkamra. Ám egy, a Vosztok kabin gömbjének oldalára szerelt nagy zsilikamra nem fért volna el a rakéta orrkúpjában, emellett pedig egy fémből készült masszív darab olyan súlyt jelentett, ami végképp meghaladta volna a hordozórakéta teljesítményében rejlő tartalékokat. Ezért egy felfújható gumi változatot választottak.
A fő feladathoz, az űrsétához egy új űrruhára is szükség volt, amelyben az űrhajós kiléphetett az űrhajón kívülre. Ez a Berkut típusú űrruha lett.

## Előzetes tesztek
Az űrsétára készített űrhajót csak sikeres tesztek esetén volt szabad felengeni emberekkel a fedélzeten, ezért a repülést megelőzték az automata tesztek. Az első ilyen repülésre Koszmosz–57 jellel szállt fel egy automata űrhajó 1965. február 22-én. A próba sikeres volt, ám a visszatéréskor sikerült véletlenül aktiválni az önmegsemmisító rendszert, így a tesztadatok és a visszatérő űrhajó megsemmisültek. Ekkor Koroljovék egy újabb biztonsági korlátot léptek át tudatosan: hiába nem voltak meg az adatok, a zsilip tesztjeit sikeresnek nyilvánították. Egyet nem tudtak azonban átlépni, a visszatérés teszteredményeire nagy szükség volt, mert senki nem tudta hogyan süllyed a légkörben az űrhajó, oldalán a légzsilippel (az űrhajó alakját a légzsilip asszimetrikussá tette, ami a légköri süllyedés során felesleges erőket ébresztett és biztos, hogy stabil süllyedés helyett pörgésbe, bukdácsolásba kormányozta az űrhajót, aminek voltak limitjei, ha űrhajósok ültek a fedélzeten).
Koroljov ekkor ismét egy feleslegessé vált Zenyit felderítő műholdat vetett be a tesztbe – amelynek konstrukciója kívülről az utolsó csavarig megegyezett az emberes űrhajóéval –, felszerelve az oldalára a légzsilipet, amit aztán 1965. március 7-én Koszmosz–59 jellel bocsátották fel. Ezen a teszten is gondok voltak az adatrögzítéssel és csak indirekt módszerrel mutatták ki, hogy a rendszer a biztonsági limiteken belül teljesít. Két félig sikerült tesztre alapozva adta ki Koroljov az engedélyt, hogy indítsák az igazi embereket szállító űrsétára alkalmas űrhajót. Mindezt azért, mert az amerikai újságok arról cikkeztek, hogy a Gemini űrhajóval záros határidőn belül űrsétát fognak végezni és ez a kissé ködösen megfogalmazott határidő végzetesen közeledett. Végül az amerikai sajtó leközölte, hogy az első Gemini űrhajó startjára 1965. március 20. után nem sokkal kerül majd sor, ezért Koroljovék március 18.-ra, vagy 19-re jelölték ki a saját felszállásukat.

## Voszhod–1
1964. október 12-én útnak indult a program első űrhajója, a Voszhod–1, fedélzetén három űrhajóssal. Koroljov erre a repülésre kijárta a döntéshozóknál, hogy ne három katonai pilóta repüljön, hanem kerüljenek be a legénységbe más területek képviselői. Így lehetett a legénység tagja a parancsnok Vlagyimir Komarov mellett – aki továbbra is a katonai pilóták közül került ki – egy orvos, Borisz Jegorov (bár ő sem civil orvos volt, hanem katonai repülőorvos) és a tervezést végző mérnökcsapat egyik tagja, Konsztantyin Feoktyisztov. A trió feladata mindössze annyi volt, hogy bemutassák a világnak az első sikeres repülést egy többszemélyes űrhajón, természetesen megelőzve az Egyesült Államokat egy mindössze egyetlen napig tartó repülésen. A korábbi Vosztok repülések  sok napos időtartama mellett ez visszalépésnek számított, de ennek komoly műszaki oka volt. A sok átalakítás miatt a Vosztok űrhajó természetes 50 liter percenkénti légvesztesége helyett a Voszthod ugyanilyen értéke 180 liter volt percenként, így ahelyett, hogy ezt a biztonsági problémát megoldották volna, inkább lekorlátozták a repülés időtartamát 1 napra (az addig is hajmeresztő biztonsági kockázatvállalás mellé pedig felíratkozott egy újabb faktor: a fékezőrakéta esetleges hibája esetén a természetes fékeződés idejére, mikor az űrhajó magától is visszatért volna a légkörbe, már nem lett volna elég levegő a kabinban és a legénység megfulladt volna).
A repülés egyébként rendben lezajlott, az űrhajósok kitűnően érezték magukat és a feladataikat is könnyedén végezték (ezek közül különösen értékesnek számítottak a legénység orvos tagjának a helyszíni megfigyelései). Egy nap elteltével az űrhajósok kapacitálni kezdték Koroljovot, hogy hosszabbítsák meg a repülést, ám ekkor idelenn a Földön egy érdekes epizód történt, amely komoly hatással volt a repülésre. A legfelsőbb pártvezetésben egy Leonyid Brezsnyev vezette csoport puccsot készített elő Nyikita Hruscsov pártfőtitkár ellen és ez a politikai aktus éppen a leszállás napján ment végbe Moszkvában. Koroljov ebben a bizonytalan politikai széljárásban nem merte megkockáztatni, hogy jottányit is eltér az eredeti tervtől, nehogy magára és az űrrepülések ügyére vonja az új rezsim esetleges haragját, így parancsszóval hazarendelte a három űrhajóst.
A repüléssel a szovjetek ismét bezsebeltek egy elsőséget – ti. az első többszemélyes űrhajó sikeres felbocsátását –, amellyel sikerült fenntartani a vezetés látszatát.

## A repülés

### Start és előkészületek
Az amerikai sajtó sietett tudósítani a Gemini-program állásáról és ennek során jó előre közölték, hogy az első Gemini űrhajó startjára valamikor 1965. március 20. után kerülhet sor. Ez a hír azonnal beindította a szovjet gépezetet és hamarjában ki is jelölték, hogy a következő Voszhod űrhajónak március 18-19. között kell valamikor startolnia, fő feladata pedig egy űrséta végrehajtása lesz, a már kijelölt személyzettel, Beljajevvel és Leonovval. Hiába volt 1965. március 18. reggel hideg és havazás az indítóhelyen, a sietség nem tűrt halasztást, aznap helyi idő szerint 12:00-kor (moszkvai idő szerint 10:00-kor, UTC szerint pedig 7:00-kor) felbocsátották a Voszhod–2 űrhajót. A startnál minden rendben ment, a két űrhajós a nagyjából kilenc percnyi gyorsítás után 173x498 kilométeres ellipszis pályára állt. Soha ilyen magasra nem küldtek még szovjet űrhajót (azt a kockázatot vállalva, hogy egy fékező rakéta hiba miatt sosem jönnek haza az űrhajósok, cserébe az űrsétához optimálisabb pályán járnak).
Az űrsétát hamar, mindjárt az első keringés végén, amikor az űrhajó visszatért a Szovjetunió és a starthely fölé tervezték végrehajtani. Biztonsági tartalékként ezt az idősávot el lehetett húzni egészen a hatodik keringésig, ha valami közbejött, egyetlen fő szabály volt, hogy az űrsétát mindenképpen az ország területe fölött kell végrehajtani). Így az első keringés az űrséta előkészületeivel telt, azaz fel kellett fújni sűrített levegővel a légzsilipet, aztán Leonovnak fel kellett öltenie az űrruha tetejébe egy kis váltáskát, amely légtartályként szolgált a légzéshez.

### A világ első űrsétája
Az űrséta folyamat azzal kezdődött, hogy Beljajev parancsnok kinyitotta a zsilipkamra felé vezető ajtót. Leonov felállt az ülésébeől, hogy előbb csak a feje és a mellkasa volt a kamrában, majd lassan egész testével bemászott a szűk gumihengerbe. A következő művelet az volt, hogy Leonov becsatolja az 5,35 méter hosszú köldökzsinórját, amely az űrhajóhoz rögzítette őt. Ezt követően Beljajev bezárta a zsilip felé a kabin ajtaját, majd a másik oldalon kihermetizálta a kabint. Aztán a nyitott ajtón keresztül Leonov lassan kimászott az űrbe.
Moszkvai idő szerint 11:34:51 (8:34:51 UTC) volt, amikor Leonov lába is elhagyta a zsilipet és teljes testével szabadon lebegett az űrben, háta mögött a Föld kék gömbjével. Az első mondat, ami ekkor elhagyta a száját
„Látom a Kaukázust” volt.
„Jól érzem magam, alattam felhőket és a tengert látom”, jelentette tovább, ahogy a Fekete-tenger felett repültek el éppen.
És ekkor egy rúgással elrúgra magát az űrhajótól. A rugást érzékelve a hajóban ülő parancsnok is afféle vásári kikiáltó stílusában szólt bele a rádióba:
„Figyelem! Figyelem! Ember az űrben!”
Leonov tevékenysége meglehetősen rövid volt. Először levette a lencsetakarót a zsilipkamrába egy kinyújtható karra szerelt kameráról, amellyel képeket szerettek volna rögzíteni a földiek számára, dokumentálandó a teljesítményét. Kicsit játszott a lencsesapkával, majd elpöccintette azt és figyelte, ahogy az lassan ellebeg (ezzel azt a kétes elsőséget is magáénak tudhatta, hogy ő volt az első ember, aki „űrszemelt” a világűrben). A Topaz típusú kamera automatikusan beindult és elkezdte rögzíteni az első űrsétát tevő ember mozgását. Második feladata pedig az volt Leonovnak, hogy maga is készítsen fotókat egy magával vitt fényképezőgéppel, de hiába próbálta megnyomni az exponáló gombot, az nem sikerült. Későbbi élménybeszámolóiban említette, hogy a fő élménye a Föld látványa volt, ami azt a felismerést nyújtotta számára, hogy mi is az az igazi gömb  . Egy kicsit eljátszott azzal, hogy elrúgta magát az űrhajótól, majd a köldökzsinórral visszacsévélte magát, újra elrúgta, stb. Mindeközben az űrhajó Kamcsatka fölé ért, az űrsétának 12 perc után véget kellett vetni.
A művelet végeztével vissza kellett mászni az űrhajóba, ám ez váratlan problémákkal járt. Az előírások szerint a zsilipkamrába lábbal előre helyzetben lehetett csak visszaszállni. Amikor Leonov ezt megpróbálta, arra jött rá, hogy a tervezők óriási hibát vétettek. A zsilipkamra azért, hogy megfelelően ellenálló legyen minden helyzetben, nagyon merev falakat kapott. Ezzel párhuzamosan viszont – az ugyanaz a tervező, mint aki a zsilipet tervezte által megalkotott – űrruha puha falú volt. Az űrruhát a belső levegőnyomás felfújta, Leonov úgy nézett ki, mint egy Michelin-baba. Így azonban nem fért be a zsilipkamrába, nem tudott visszaszállni. Ekkor egy szigorúan tilos dolog mellett döntött. Volt az űrruhán egy nyomásszelep, amelyen keresztül le lehetett engedni a ruha nyomását. Leonov ezt használva elkezdte kiengedni az egyébként légzéshez létfontosságú levegőt az űrruhából, egészen 0,27 atmoszféráig, a földi légnyomás negyedéig. A módszer hatásos volt, a ruha lelohadt, ő meg vissza tudott szállni. Ám ekkor egy újabb szigorúan tilos dolgot művelt, fejjel előre szállt be, mert így kézzel könnyebben tudta magát irányítani a beépített kapaszkodóknál fogva. De a kabinba szállás előtt valahogy meg kellett fordulnia, ami a merev falú zsilipben kínszenvedés volt. Az ebbéli erőlködéstől egészen 38 °C-ig emelkedett a testhőmérséklete és ömlött róla a veríték. Közben feltöltötték levegővel a zsilipet és Leonov kinyitotta a sisakellenzőt, hogy végre kapjon levegőt – amely ismét csak a szigorúan tilos műveletek közé tartozott – . Végül Beljajev kinyitotta a belső ajtót és behúzta a végletekig elcsigázott, kis híján megfulladt társát az űrhajóba. Leonov majdnem meghalt – elsősorban a testhőmérsékletének emelkedésével a hőguta fenyegette – a visszaszállás során, így a művelet bizonyította, hogy az űrsétára kitalált technika lényegében alkalmatlan arra, amire tervezték.
Az űrhajó ajtajának kinyitása és visszacsukása között összesen 23 perc 41 másodperc telt el.

### A leszállás
Az űrséta végeztével még közel egy napnyi repülés volt hátra, mivel a Voszhod–2-t az előző űrhajóhoz hasonlóan 17 keringésre, 1 teljes napra küldték fel. Az űrséta utáni első feladat a légzsilip piropatronok segítségével való leválasztása volt. A művelet azonban nem várt hatással járt, erősen bepörgette a kabint, másodpercenként 20 fokot fordult el az űrhajó az egyik tengelye körül. Hosszas konzultáció után hagyták, hogy maradjon a pörgés, így akarván takarékoskodni az üzemanyaggal és a döntés szerint későbbre halasztva a megoldást. Ez csak az előfutára volt a további problémáknak. Az egyik legnagyobb ilyen volt, hogy az űrséta után az űrhajósok nem voltak képesek hermetikusan visszacsukni a kabinajtót, amelyen keresztül aztán a levegő még a vártnál is jobban szökött az űrhajóból. A szivárgás szerencsére nem volt olyan mértékű, ami azonnali baj forrása lehetett, így megpróbálták orvosolni a helyzetet azzal, hogy a lassan elillanó nyomást a magukkal vitt oxigénpalackokból pótolták. Ezzel azonban azt érték el, hogy a kabingáz összetételét felborították, a végén már 45%-ra szökött fel az oxigén aránya, mert csak ilyen gáz állt rendelkezésre, a nitrogénveszteséget nem tudták pótolni. Ez azt jelentette, hogy tűzveszélyessé tették az űrhajó belsejét a legapróbb szikra is végzetes tűzvészt okozhatott volna.
A tizenhetedik keringésben eljött a fékező rakétagyújtás ideje. Ez létfontosságú manőver volt, mivel az űrséta követelményei miatt a szokásosnál magasabbra küldték az űrhajót, a fékezés nélkül nem létezett a természetes fékeződés B-terve. Ám a fékezés időpontjában nem történt semmi, Beljajev azt jelentette, hogy „az automatikus fékező gyújtás negatív”. A Koroljov vezette irányítás ekkor úgy döntött, hogy az automatikus helyett manuális irányítással kell elvégezni a fékezést. Erre a 18., 22. és 23. keringés látszott a legmegfelelőbbnek. A művelet kulcsa, hogy pontosan meghatározzák a kabin térbeli helyzetét a Vzor optikai eszközzel. Viszont ehhez az kellett, hogy valaki az ormótlan űrruhában stabilan és hosszabb ideig a Vzor előtt foglaljon helyet. Beljajevnek jutott a feladat, hogy vízszintes helyzetet foglaljon el a két ülés között, miközben Leonov az ülések alá kucorodik, egyrészt, hogy ne legyen útban, másrészt, hogy segítsen stabil testhelyzetben tartania parancsnokát a szokatlan és kidolgozatlan szituációban. Beljajev beállította a horizontális helyzetet, aztán a két űrhajósnak amilyen gyorsan csak lehetett vissza kellett ülnie az üléseikbe, hogy az űrhajó tömegközéppontja oda kerüljön, ahová a számítások helyezték (amelyek egyik alap kiinduló értéke volt, hogy az űrhajósok az üléseikben ülnek). Ez a "gyors" művelet 46 másodpercig tartott. Még pontosabban csak Beljajevnek sikerült 46 másodperc alatt a tornamutatványnak is beillő művelet, Leonov csak őt követte. A fékezés pillanatára ez a késlekedés teljesen máshová helyzte az űrhajó tömegközéppontját, nem is sikerült pontosra a fékezés, amely be is pörgette a kabint ismét.
A következő problémát a légköri süllyedés során az jelentette, hogy ismét előlépett a régi Vosztok űrhajók problémája, hogy a leszálló egység és a műszaki egység nem volt képes szétválni egymástól. Ezzel a kabin aerodinamikája alapjaiban változott meg és a légkör szelídebb átszelése helyett igazi zuhanás jutott osztályrészül az űrhajósoknak, akiknek az extrém fékeződés közben szinte elviselhetetlen g-erőt kellett elviselnie. Mindezek az optimálistól messze eltérő körülmények azt eredményezték, hogy az űrhajó kb. 1000 km-rel arrébb szállt le – az Urálhoz közeli Perm városától 180 kilométerrel északnyugatra. Tetézte a bajt, hogy a rádióval is történt valami és a leszállás során a rádiókapcsolat nem állt helyre. Az irányítás a legrosszabb pillanatokban azt hitte, hogy az űrhajósok meghaltak – a moszkvai rádió el is kezdett gyászzenét sugározni –. Aztán egy újabb jelentés futott be, egy helikopteres kutató-mentő egység jelentette, hogy valahol a tajgában szálltak le. Ez az irányításban újabb félelmet ébresztett. Ha az űrhajó aljára szerelt fékezőrakéták, amelyek az utolsó 1-2 méteren fékezik le megfelelő földet érési sebességre a kabint, fás terepre érve a fák 20-25 méteres magasságában észlelnek valamit és beindulnak a lombkorona magasságában, akkor hatástalanok maradnak és a sokemeletnyi magasságból zuhan le a kabin, amit nem lehet komoly sérülések nélkül megúszni. A félelmekre egy másik helikopter jelentése tett pontot: látják az ejtőernyőt és két egészséges űrhajóst (és egy problémát, miszerint a leszállás egy erdőben, minden lakott helytől távol ment végbe).
Megindult az ilyenkor szokásos mentés. Ám a mentőhelikopter csak a leszállási helytől 5 km-re talált egy olyan tisztást, ahol leszállhatott. Az erdő olyan sűrű volt, hogy gyalogos alakulat indult az űrhajósokért. Egy másik pedig hómobilon. Ám hamar be kellett látni, hogy a sűrű erdőben 2 méteres hóban az est leszállta előtt lehetetlen lenne a mentés. Aznap még ledobtak a helikopterek pár meleg ruhát, mivel a túlélő csomagban nem volt ilyen és a könnyű hajózóruhákhoz igencsak hideg volt, legfeljebb némi cápariasztó por volt még bekészítve, aminek semmi hasznát nem látták. Másnap reggel ismét beindult a mentés, de csak azt látták, hogy a ruhák, amiket ledobtak, fennakadtak a fákon és a két űrhajós még mindig a hajózóruhájában fagyoskodik. „Vigaszul” italospalackokat is ledobtak a helikopterek, de a többsége eltört, csak egy konyakosüveg úszta meg a zuhanást a hóba. Ekkor egy sítalpakon induló mentőcsapat ért a helyszínre és jutott el végül az űrhajósokig. Moszkvából Brezsnyev ekkor szigorúan megtiltotta a helikopteres kiemelést mindenképpen lábon kellett kihozni Leonovot és Beljajevet a leszállási helyről. Ez azt jelentette, hogy újabb éjszakát kell a vadonban tölteni (de legalább a mentőcsapat által vitt meleg ruhákban és sátorban). A mentés harmadik napján aztán egy fűrészes csapat érkezett, aki egy kisebb tisztást fűrészelt a leszállóhely mellett, ahová egy kisebb helikopter leszállhatott. Ott az űrhajósok beszálltak a helikopterbe, ami a nagy helikopterhez vitte őket, ami pedig a permi reptérre. A mentőakció összesen 46 óráig húzódott (hosszabban, mint maga a repülés tartott).

## A repülés hatásai
A repülés kis híján katasztrófába torkollott, amelynek hatására Koroljovnak be kellett látnia, hogy a konstrukció nem alkalmas további kísérletekre, repülésekre. Elméletileg a főtervező tervei között szerepeltek még további repülések 19-20 napos repülésekkel, ugyanilyen időtávú nő személyzettel végzett repüléssel, több űrsétával, ám ezeket elvetették a típus alkalmatlanságára való tekintettel és mindent a Szojuz űrhajó fejlesztésére tettek fel, hogy majd azzal folytatják a repüléseket annak elkészültét követően és győzik le újfent az amerikaiakat.
1966. január 14-én azonban egy műtét során felmerülő komplikációk miatt Szergej Koroljov váratlanul elhunyt és a halálát követően nem volt olyan kaliberű vezető, aki képes lett volna továbbvinni a szovjet űrrepülések ügyét – legalábbis technikai oldalról nézve – és ezzel mind a Voszhod-program, mind a későbbi holdprogram sikertelen torzó maradt és bekövetkezett az, amitől a szovjetek a legjobban tartottak: az USA könnyedén átvette a vezetést a Szovjetuniótól az űrteljesítményeket illetően, már a Gemini-program repüléseivel, egy sor űrteljesítményt – űrrandevú, dokkolás – előbb végrehajtva, majd kicsit később az első sikeres holdraszállást is elvégezve.